# Holmsjön (Hälsingtuna socken, Hälsingland)
Holmsjön är en sjö i Hudiksvalls kommun i Hälsingland och ingår i Harmångersån-Delångersåns kustområde. Sjön har en area på 0,125 kvadratkilometer och ligger 64,1 meter över havet. Sjön avvattnas av vattendraget Kvarnmorabäcken.

## Delavrinningsområde
Holmsjön ingår i det delavrinningsområde (685969-157062) som SMHI kallar för Inloppet i Långsjön. Medelhöjden är 70 meter över havet och ytan är 5,45 kvadratkilometer. Det finns inga avrinningsområden uppströms utan avrinningsområdet är högsta punkten. Avrinningsområdets utflöde Kvarnmorabäcken mynnar i havet. Avrinningsområdet består mestadels av skog (77 procent). Avrinningsområdet har 0,12 kvadratkilometer vattenytor vilket ger det en sjöprocent på 2,3 procent.